# Oecetis bengalica
Oecetis bengalica är en nattsländeart som beskrevs av Martynov 1936. Oecetis bengalica ingår i släktet Oecetis och familjen långhornssländor. Inga underarter finns listade i Catalogue of Life.